# 文學
文學（英語：literature），在狭义上，是一种以語言和文字進行表達的藝術。亦即使用语言文字为手段，形象化地反映客观社会生活、表达主观作者思想感情的一种艺术。文学不仅强调传达思想观念，更强调传达方式的独特性，且讲究辞章的美感。
文学，在广义上，是任何單一的書面作品，或用文字写作来传达思想、表达情感、发挥想像的所有著作，此时又称文学作品。文學寫作則是一種藝術形式，或被認為具有藝術或智力價值的任何單一作品，通常是由於以不同於普通用途的方式部署語言。中国先秦时期将以文字写成的作品都统称为文学，魏晋以后才逐渐将文学作品单独列出。在现代，則通常将文学分为韻文、散文、劇本、小说四大类别，是文化的重要表现形式，以不同的流派表现内心情感和再现一定时期和一定地域的生活。這個概念，又隨著時間的推移而改變了意義：現在它可以擴大到非書面的口頭藝術形式，可以與語言或文字本身配合，因此很難就其起源達成一致。印刷技術的發展使得書面作品的分佈和擴散成為可能，最終導致了網絡文學。
英语 literature，它的拉丁詞根是 literatura/litteratura（本身起源於littera：letter或handwriting），被用來指代所有的書面記錄，儘管當代定義將術語擴展到包括口頭或唱歌的文本（口頭文學）。文學可以根據是虛構作品還是非虛構作品進行分類，也可以根據是韻文還是散文進行分類；可以根據長篇小說、中篇小說、短篇小說等主要形式進一步區分；作品往往根據歷史時期或者遵守某些美學特徵或期望（藝術類型）進行分類。但，英语 literature 有另外的含义：文献，须视语境而定。
文學並不一定是客觀的，一名成功的文學家能在自己的文學作品中，展現自己對於文學的主觀看法，抒發自己的情緒和感觸，但藉由嘗試建立一個「客觀的標準」，有時對能幫助作家了解「讀者的感受」以求將內心之情感與藝術表現完整的體現在讀者心中。
有時也能藉作家主觀想法，讓社會有不同面相去省思現況，例如女性文學的興起。

## 名稱
西歐literature的狹義，其中文或日語的對譯「文學」始於1908年顏惠慶主編的《英華大辭典》。《英華大辭典》的literature詞條有4條釋義，明定了以「文學」對譯第3義「除哲理及科學外，凡神靈思想為其資料，離奇變幻為其形式，或實記或杜撰者，皆文學也」。而西歐literature的廣義以「文學」對譯，則始於1866年派駐香港的德國傳教士羅存德著的英語-粵語-官話三語字典《English and Chinese Dictionary》。羅存德在literature詞條給了2個義項7個解釋「文，文學，文字，字墨；ancient literature，古文，今文」。

## 文學史

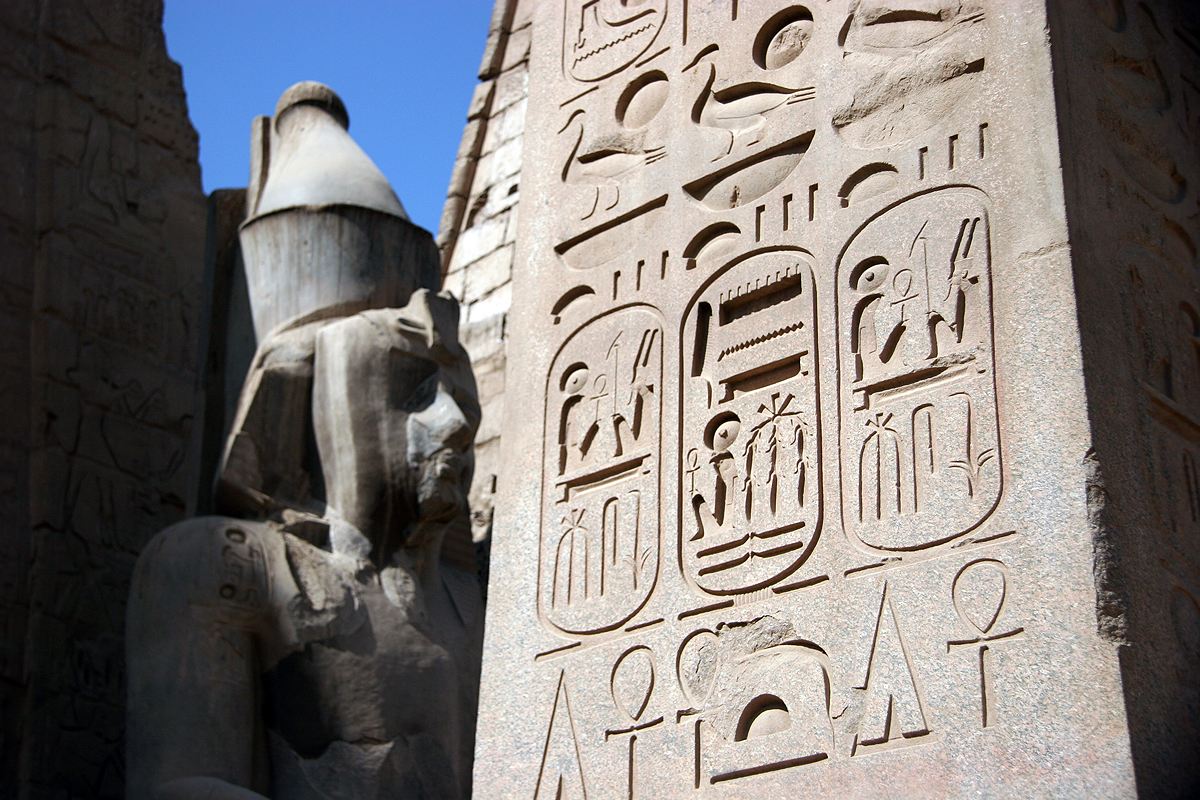
埃及新王國時期時，卢克索神庙中象形繭上用圣书体書寫的拉美西斯二世名字

文學的歷史和文明發展有密切的關係。若將文學定義為用文字記錄的作品，最早的古代文學作品一般認為是古埃及文學及蘇美文學。古埃及文學中主要的文類（讚美詩、祈禱文及故事）幾乎都是以詩的方式寫成的，不過雖然可以清楚看出有使用詩歌技巧（poetic devices），但詩歌的韻律不明。最早已知的文學作品是公元前2700年一篇由蘇美人创作的《吉爾伽美什史詩》，當中描述英雄主義、友誼、損失及追逐永生。
不同的歷史時期有著不同特色的文學。古代的文學中有許多有關世界起源及習俗起源內容，也有一些其中有道德及靈性意涵的神話。铁器时代的荷马史詩及以較晚一些的印度史詩有較多有關作者的資訊，而許多的神話則是用口頭傳播的方式流傳下來。
各種文學都可以視為是文字的紀錄，文學本身可能是寫實或是虛構，但都可以描繪出一些事實，例如主角的動作及言語、作者的寫作風格，以及文字後的含義等。這些情節不只是娛樂性的，其中也包括了經濟、心理、科學、宗教、政治、文化及社學的相關資訊。在學習歷史時，研究及分析當時的文學也是重要的一部份。研究過去的文學可以看到不同歷史時期時，其社會和社會規範的演變，甚至於也可助於瞭解現今的文學，因為其中常常引用古希臘神話、宗教典籍及相關文獻的資料。人們不止可以從各主題相關的文學中看到該主題隨著歷史的演進（例如從經濟史的書或介紹科學及演化的書），甚至連科幻小說中都可看到類似的內容。作者常常在其作品中加入一些歷史的內容，例如拜倫勳爵在《Childe Harold’s Pilgrimage: Canto I》中藉由主角Childe Harold提到西班牙文及法文，也提到作者的一些想法。藉由文學人們可以繼續的發現有關歷史的新資訊，這個從各個學科領域都有和文學相關的子領域可以看出。當人們將資訊用文字的方式紀錄下來，就比較容易從這一代流傳到下一代，留下來的資訊會越來越多。從這些資料，人們可以研究文學、提昇想法、擴展知識、也可以開始像醫學或是貿易等專業領域的研究。而隨著現代人們學習內容的增加及拓展，文學也會有一些不同，成為以後人們研究的基礎。
許多古文明都有其對哲學或是相關觀點的文學，像是古中國、古印度、波斯及希臘羅馬古典时代的作品。許多古代的作品，就算是敘事的形式，都還是有道德或是教誨上的目的，像梵語的《五卷书》或是奥维德的《变形记》，後來戏剧及讽刺作品的受眾也變多，因此也開始有類似性質的文學創作。抒情诗常常是貴族圈的特性產物，特別在東亞，許多歌曲被貴族收集，成為詩歌。
浪漫主義的異常特質在中世紀綻放。同時，理性時代造就了民族主義史詩與哲學短文。浪漫主義強調通俗的文學及情感的投入，慢慢被尋求真實的現實主義與自然主義文學所取代。到了20世紀，象徵主義抬頭，探索角色的描述和發展。

### 中文文学史
在很长一段时间，中国的文学与史学和神话并无明显的界限，最早的文学是对历史和神话的记录。但纯粹的文学早在周时就已出现，例如《诗經》。中國古代的文學主要著重在哲學、史学史、军事学、農業及韻文。中國發明了造紙術及雕版印刷，也是世界上第一個印刷文明。中國的許多哲學思想是起源自春秋戰國時的诸子百家，其中最重要的有儒家、道家、墨家及法家，而軍事學書籍（如孙子兵法）也是在春秋戰國時開始出現。中国历史文學則從尚書、春秋、戰國策、史記等一直延續下來，而且有很詳細的資料記錄。
中国的文学成就最大的是诗歌，从《离骚》到唐代律诗，诗歌一直对中国文坛有着巨大的影响。后来诗、词、曲、小说等文学形式分别在唐、宋、元、明清达到高峰。民國時期由胡適和陳獨秀推動的新文學運動，認為作品不應只講求形式，應注重內容的充實、表達及情感，也推動白話文學。民国时期，武侠小说风靡海内外，成为当时最受欢迎的通俗小说。
中华人民共和国时期，在文化大革命後，出現相關的反思文學及伤痕文学，也有一批白话文诗人进行大量创作，也取代古诗成为当时最受欢迎的诗歌作品。後來網路文學興起，成為受歡迎的商業作品。
中華民國在撤退台灣後，在50及60年代出現了以四大抗戰小說為代表的戰鬥文藝小說，都是以抗戰時期為背景，後來又有反共文學的出現，而60年代開始，以瓊瑤為代表的言情小說也開始流行。70年代起逐漸開始有對於台灣社會研究的新現代文學，以及強調鄉土的鄉土寫實文學，1990年後也開始了網路文學的興起。

## 文学类别
- 按载体分为：口头文学、书面文学、网络文学三大类。
- 按时间分为：古代文學，近代文学，现代文学和当代文学。他们的范围都是随着读者而不断迁移的。
- 按地域分为：外国文学，中国文学等等。
- 按读者分为：
  - 按年龄有儿童文学，青少年及青壯年人的文學等。
  - 按读者群体及内容可分为典雅文学（雅文學、純文學、嚴肅文學）和大众文学（類型文學；大众文学又名：俗文學、通俗文學）。
- 按内容分为：史传文学、纪实文学、奇幻文學、報導文學...等。
- 按创作理念分为：浪漫主义文学、现实主义文学等等。

## 文學體裁
中国古典文學分为诗和文，文又分为韵文和散文，中国的抒情诗和文言文最早而比较发达。
文學一般分为小說、散文、詩歌、劇本，并称为四大文学体裁；

### 詩歌

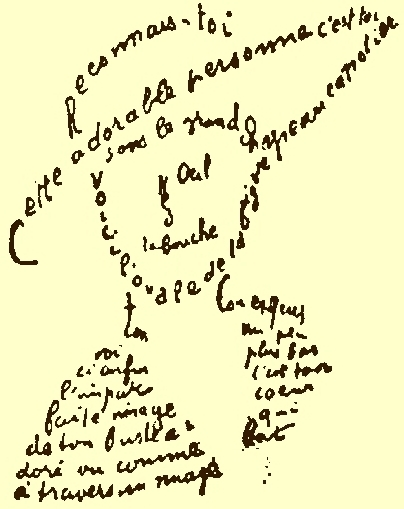
纪尧姆·阿波利奈尔的圖象詩。這是詩的一種類型，其中的文字以這樣的方式排列來產生視覺形象

1. 诗歌，传统的诗歌是有韵律的文学作品。它通过想像与抒情来表达某种强烈的情感。诗歌是历史最悠久的文学形式。中国是世界上诗歌最发达的国度之一。从中国最早的诗歌总集诗经，最早的长篇抒情诗离骚以来，汉代的乐府，唐宋格律诗，和唐末兴起的词，元曲以及五四以来的新诗，历代的民间歌谣，构成了中国诗歌无以伦比的巨大传统。西方詩歌是一種著重美学及語言节奏性的文學[10]，在本質上就和散文不同[註 1]，西方的叙事诗发达较晚，而结合劇本，成就很大，例如但丁《神曲》、歌德《浮士德》等。
2. 赋是半詩半文的中國古代文體。

### 散文
1. 散文是一种没有严格的韵律和篇幅限制的文学形式，与韵文相对。中国的散文从先秦诸子散文发展而来，代有散文名家名作。其中历史散文和赋体以及奏议文告等应用文体，对后代产生了深远影响。
2. 应用文是針對特定需求而有的文體，例如公告、廣告等。
3. 小品文是从作者的观点来讨论某一议题。
4. 文言文，常指非八股文的文體。
5. 骈文是句式多為四六句及對仗的文言文文體。
6. 随笔，兼有議論和抒情兩種特性的散文。
7. 笔记
8. 遊记

### 劇本
劇本是另一种古老的文学形式，主要通过不同角色之间的对话来表达作者的思想和感情。劇本可以用于舞台的表演，也可以阅读。像元曲、京剧、昆剧都屬於這個部份。西方的戲劇許多都伴隨著音樂和舞蹈，例如歌劇及音樂劇，古希腊戏剧是目前已知最早期的西方戲劇，有悲劇、喜劇、悲喜劇等。

### 小說
1. 小说是一种叙事性的文学体裁，通过人物的塑造和情节、环境的描述来概括地表现社会生活。“小说”一词最早记载于《庄子·外物》：“饰小说以干县令，其于大达亦远矣。”中国现代意义上的小说，是从先秦散文中的寓言滥觞，经过汉末六朝的笔记，到唐传奇宋话本拟话本而成熟，再传至明清以四大奇書（后《金瓶梅》被《红楼梦》取代，成“四大名著”）为代表的长篇小说和以聊斋志异为代表的短篇小说。西方文學一般會依小說長度區分為长篇小说、中篇小說及短篇小说等，許多的小說也都屬於虛構作品。
2. 極短篇

### 其它
- 书信
- 短文是字数相对较少的文学形式。
- 书话、诗话、词话是對於書、詩文或是詞的評論。
- 回忆录
- 八股文是中國宋代到清代之間，科舉考試中使用，強調對仗排偶，有一定結構的文體。
- 報導文學
- 史传文學

## 文學獎項
有許多的文學獎，頒發給優秀的作家，表揚其文學的成就。因為文學的範圍很廣，許多文學獎項會依風格、文學類型、語言、國籍及其他特性（例如新進作家或是小說處女作等）再做分類。
諾貝爾文學獎是依諾貝爾在1895年的遺囑所成立的獎項，是諾貝爾獎中的一項，一般是因為作者的整體作品而獲獎，而非著重特定的作品。其他不分國籍的獎項有：纽斯塔特国际文学奖、布克國際獎及卡夫卡獎。

## 其他描述型式
- 网络文学是一種從网络環境起源的文學形態。
- 影片及肥皂剧多半都是依文字的劇本衍生而成。
- 視覺文學、繪本及漫画书是以圖畫、對話及文字結合的方式來敘事。
- 遊戲文學是一種另類文學形態，互動式劇情類遊戲藉由圖片、影像來表達文字的劇本。例如：奇妙人生

## 文學技巧
文學技巧是文學創作者應用在文學中，製造特別效果的方式。文學技巧的範圍很廣，包括作品是否要用第一人稱或是其他人稱、用傳統的線性敘事或是非線性敘事、或是文類選擇都包括在內。這可以讓讀者感受到一些熟悉的結構及架構，例如傳統犯罪小說，不過有些作者會特別選擇一些文學技巧來讓讀者有意外的感受。
文學技巧的使用也可能會產生新的文類，就像塞繆爾·理查森寫的早期現代小說《帕梅拉》一様。《帕梅拉》是用許多的信件組成，稱為「書信體技巧」（epistolary technique）。因此《帕梅拉》讓大家再次注意到書信體小說，一個以往曾出現，但沒有這麼受注意的文類。
文學技巧和文学手段（literary device）不同，有點類似軍事戰略和軍事戰術之間的關係。文学手段是在敘述中用的特殊結構，像是隐喻、明喻、省略、敘事主題及託寓等，甚至單純的諧音都可以作為文学手段。敘事模式也可以視為是文学手段，例如意識流敘事。
文學批評是指文學批評者對其他人作品的評論和評估，有時也會用來改進及提昇文學作品。文學編輯也可以對作者帶來類似的作用。有許多不同種類的文學批評，背後會有其理論基礎，不同種類的文學批評可以評論文學作品的各個部份或是各個層面。

## 註解
1. ↑  不過因為有散文詩[11]及prosimetrum[12]等混合文體出現，散文和詩之間的分界漸漸模糊。
2. ↑  不過有時會特別用一些作品說明為何獲獎。

## 延伸阅读
[在维基数据编辑]
 《欽定古今圖書集成·理學彙編·文學典·文學總部》，出自陈梦雷《古今圖書集成》

## 外部連結
- 張隆溪：〈文學理論的興衰〉 （页面存档备份，存于）（2009）